# 芒康龍屬
芒康龍屬（意為「芒康縣的蜥蜴」）是種劍龍亞目恐龍，生存於晚侏儸紀啟莫里階的西藏，約1億5500萬年前到1億5000萬年前。模式種是拉烏拉芒康龍（M. lawulacus），是在1983年由趙喜進敘述、命名，化石只有一個部份骨骸。由於化石的狀態破碎，芒康龍的有效性遭到質疑，部分古生物學家認為芒康龍是個疑名。